# Trididemnum areolatum
Trididemnum areolatum är en sjöpungsart som först beskrevs av William Abbott Herdman 1906.  Trididemnum areolatum ingår i släktet Trididemnum och familjen Didemnidae. Inga underarter finns listade i Catalogue of Life.